# Locomotiva Class 90
Le locomotive elettriche Class 90  sono una serie di potenti locomotive multiruolo delle British Railways, a corrente alternata a 25 kV, costruite dall'azienda BREL di Crewe dal 1987 al 1990.

## Storia
Le locomotive nacquero dall'esigenza di sostituire le obsolete locomotive dei gruppi 81, 82, 83, 84 e 85, costruite nel corso degli anni sessanta ritenute insicure in caso di incendio.
Le Class 90 iniziarono ad essere costruite sul finire degli anni ottanta adattando il progetto sul modello delle precedenti Class 87 ma caratterizzandole con migliorie e un nuovo design. Vennero numerate 90001-050.
Nei primi anni novanta, in seguito alla divisionalizzazione delle ferrovie britanniche, ventisei di esse furono assegnate ai servizi merci riclassificandole come Class 90100 e rinumerandole da 90125 a 90150.
Molte di queste locomotive hanno ricevuto la livrea Railfreight Distribution in due toni di grigio, poi ritoccata nel 1994. Tre locomotive (precisamente le 90128, 90129 e 90130) hanno ricevuto livree speciali (rispettivamente SNCB blu, DB rossa e SNCF verde) per commemorare l'inizio del traffico internazionale di merci nel 1992.
Nello stesso periodo, cinque locomotive (90016-020) ricevettero la livrea Rail Express Systems e furono impiegate sui treni postali sulle tratte Londra-Glasgow, Londra-Newcastle e Birmingham-Glasgow.
Delle rimanenti unità le prime quindici macchine (90001-015) vennero impiegate sui treni InterCity e le restanti, 90021-024, per i servizi Railfreight Distribution, senza alcuna modifica meccanica; queste macchine sono utilizzate anche per il soccorso dei treni passeggeri in avaria.
Nonostante queste locomotive fossero soggette a un minor rischio di incendio rispetto alle Class 81-85 la locomotiva 90050 andò in fiamme alla fine del settembre 2004, con conseguente accantonamento e recupero dei pezzi di ricambio. Per questa macchina pare che sia in vista la demolizione.
Durante gli anni di servizio molte Class 90 hanno ricevuto un nome. Le locomotive assegnate alla trazione dei treni passeggeri sono state battezzate con il nome di città, quotidiani o istituzioni famose. Le macchine del trasporto merci, invece, hanno ricevuto nomi pubblicitari.
Le Class 90 sono state le prime locomotive a ricevere la nuova livrea InterCity.

## Caratteristiche
Il Gruppo è equipaggiato con freni reostatici in aggiunta ai freni pneumatici Westinghouse, del Time-Division Multiplexer (TDM) per disabilitare due o più locomotive in comando multiplo. Le Class 90 sono inoltre predisposte per il controllo a distanza da carrozza pilota.
In seguito alla divisionalizzazione delle ferrovie britanniche, ventisei locomotive furono rinumerate da 90125 a 90150. Le modifiche hanno riguardato la riduzione della velocità massima a 75 miglia all'ora (circa 121 km/h) e la soppressione del REC.
La Class 90 sviluppano una potenza di 5000 CV (circa 3700 kW). Sono locomotive multiuso in grado di trainare treni passeggeri e merci pesanti. Ciascuna unità pesa 84,5 tonnellate e ha una velocità massima di 110 miglia all'ora (circa 180 km/h).

## Le Class 90 divise tra le nuove società
| Sottoclasse | unità costruite (anni) | immatricolazione   | Operatori                    | Note                                                 |
| ----------- | ---------------------- | ------------------ | ---------------------------- | ---------------------------------------------------- |
| 90/0        | 50 (1987-1990)         | 90001-90015        | National Express East Anglia |                                                      |
| 90/0        | 50 (1987-1990)         | 90017-90040        | DB Schenker Rail             | 90019, 90021 e 90024 disponibili come First ScotRail |
| 90/0        | 50 (1987-1990)         | 90016, 90041-90049 | Freightliner                 |                                                      |